# Kyzył
Kyzył (ros. Кызы́л) – miasto w Federacji Rosyjskiej, stolica Republiki Tuwy. Miejski kod OKATO to 93 401.

## Informacje ogólne
W Kyzyle mieszka około 110 tysięcy ludzi (w tym około 50% Rosjan), co stanowi jedną trzecią ludności republiki. Na Kyzył przypada 70% produkcji przemysłowej Tuwy. Skupia się tu właściwie całe życie naukowe i kulturalne republiki. Ważniejszymi instytucjami są Tuwiński Uniwersytet Państwowy, republikańskie muzeum krajoznawcze Ałdan-Maadyr, teatr Kok-ooła. Miasto utrzymuje bezpośrednie połączenia lotnicze z Krasnojarskiem, Abakanem, Nowosybirskiem.

## Geografia
Miasto jest położone ok. 4700 km na wschód od Moskwy i ok. 301 km na wschód od Ak-Dowurak – innego ważnego ośrodka miejskiego w Tuwie. Kyzył znajduje się w geograficznym centrum Azji i łączą się tu, tworząc główny nurt Jeniseju (po tuwińsku Uług-Chem), dwa jego dopływy: Wielki Jenisej (tuw. Bij-Chem) i Mały Jenisej (tuw. Kaa-Chem). Niedaleko miejsca połączenia obu rzek nad brzegiem stoi obelisk wskazujący środek Azji, z napisami po: tuwińsku, rosyjsku i angielsku.

## Historia
Kyzył założony został w 1914 r. pod nazwą Biełocarsk, w 1918 przemianowano go na Chem-Bełdyr. Dzisiejszą nazwę – oznaczającą po tuwińsku czerwony – nadano miastu w 1926 r.
We wrześniu 2004 r. Kyzył obchodził 90. rocznicę przyznania praw miejskich oraz 60. rocznicę przyłączenia Tuwy do ZSRR.

## Galeria

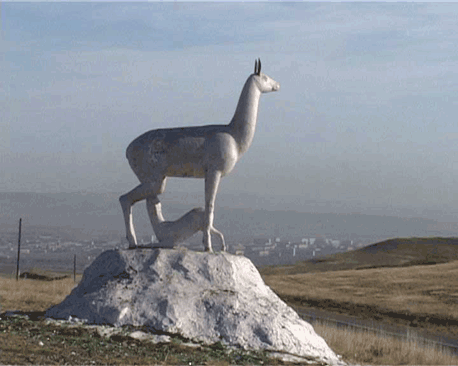
Symbol miasta
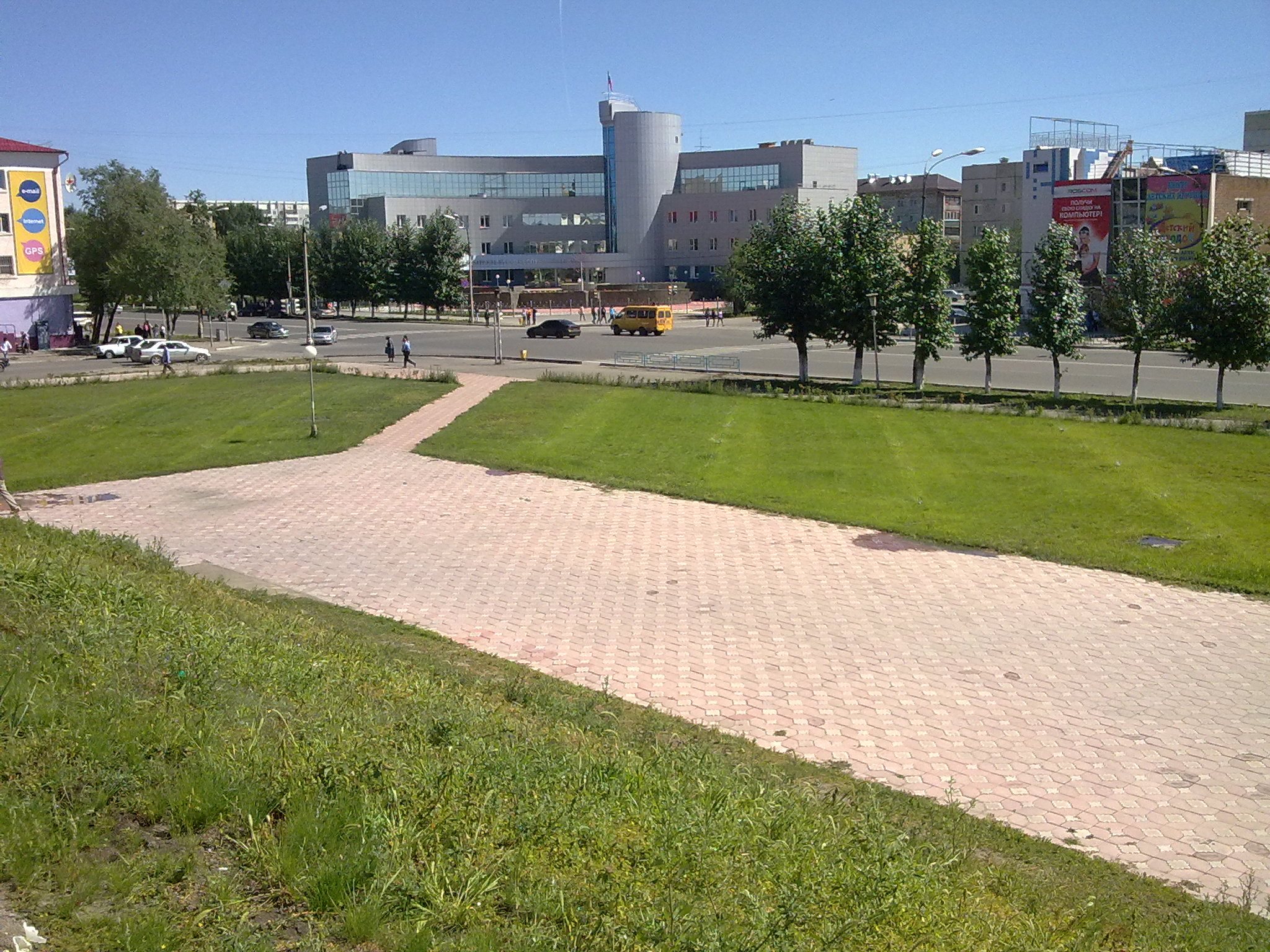
Kyzył – Sąd Arbitrażowy Republiki Tuwy
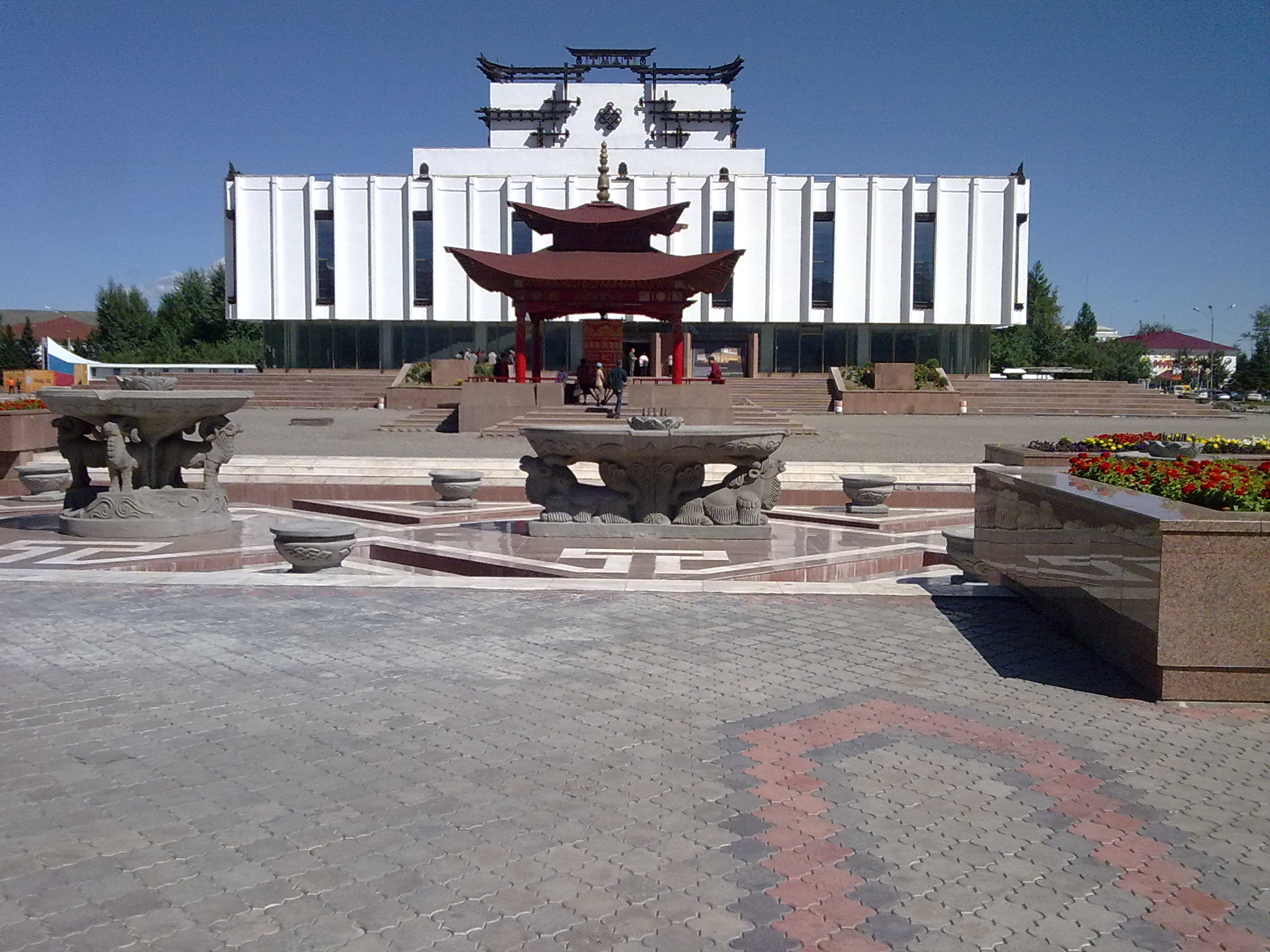
Teatr miejski

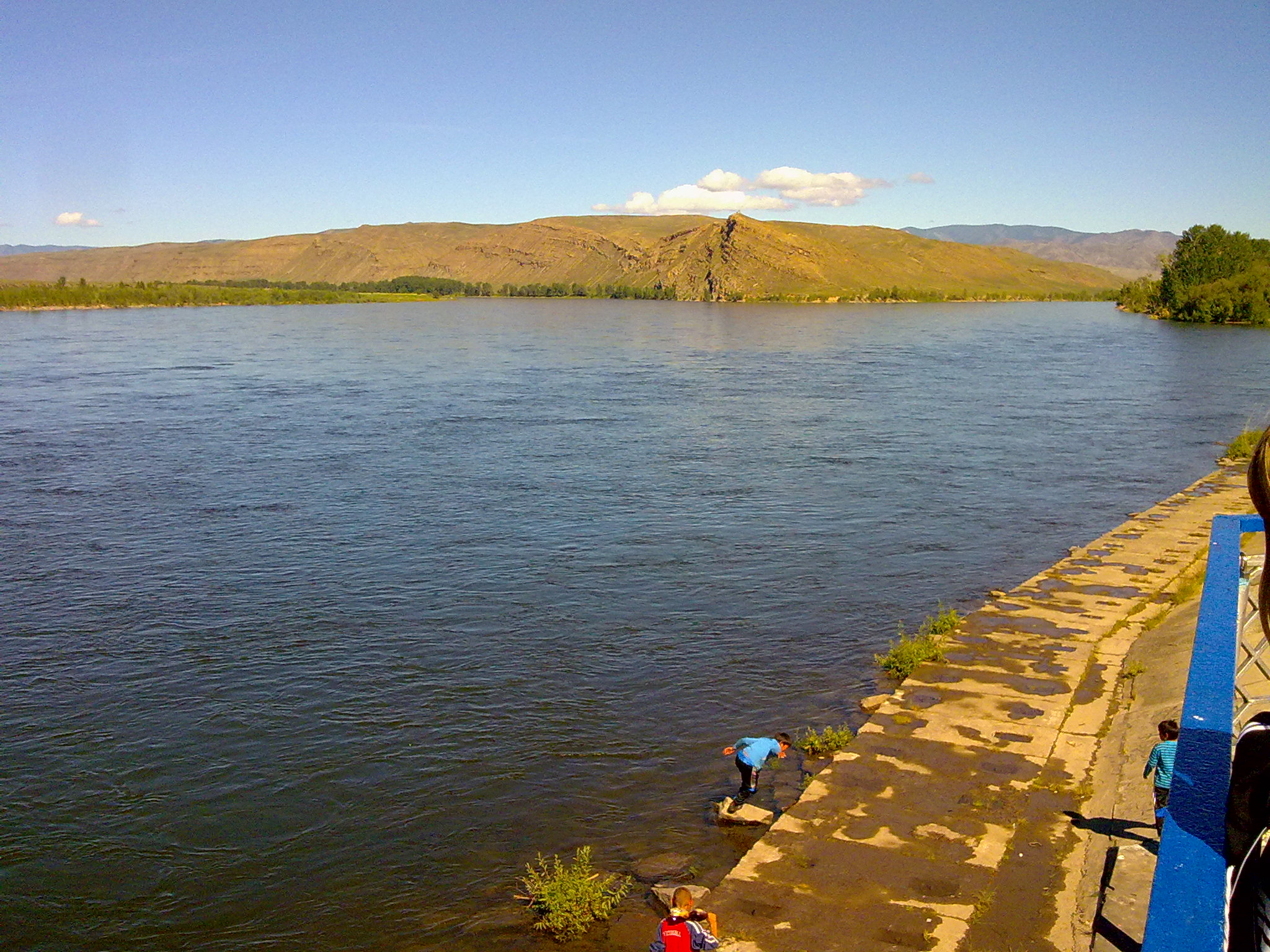
Wielki i Mały Jenisej w Kyzyle
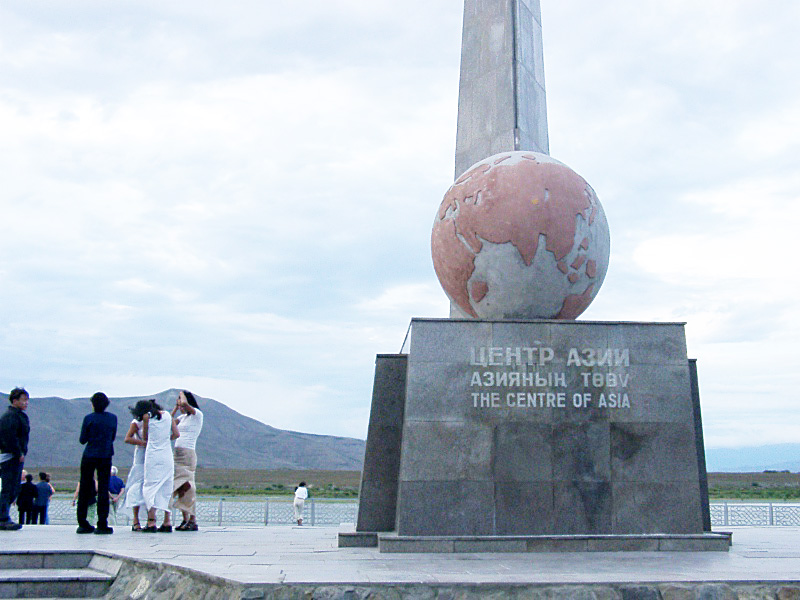
Pomnik Centrum Azji